# 마누엘 아메차수라
마누엘 아메차수라(스페인어: Manuel Amechazurra; 1884년, 바콜로드 ~ 1965년 2월 13일, 카탈루냐 주 바르셀로나)는 필리핀 태생의 스페인 축구 선수로, 현역 시절 수비수로 활약했다.